# Jesse Williams (aktor)
Jesse Wesley Williams (ur. 5 sierpnia 1980 w Chicago) – amerykański aktor, model i aktywista.
Jesse Williams urodził się w Chicago w Illinois jako syn nauczycielki liceum pochodzenia szwedzkiego i Afroamerykanina. Ukończył Temple University.

## Wybrana filmografia

### Filmy fabularne
- 2008: Stowarzyszenie wędrujących dżinsów 2 (The Sisterhood of the Traveling Pants 2) jako Leo
- 2009: Gliniarze z Brooklynu (Brooklyn's Finest) jako Eddie Quinlan
- 2011: Dom w głębi lasu (The Cabin in the Woods) jako Holden McCrea
- 2013: Kamerdyner (The Butler) jako James Lawson
- 2023: U ciebie czy u mnie? (Your Place or Mine) jako Theo

### Seriale TV
- 2006: Prawo i porządek (Law & Order) jako Kwame
- 2006: Ponad falą (Beyond the Break) jako Eric Medina
- 2008: Greek jako "Gorący" podrywacz / Drew Collins
- 2009-: Chirurdzy (Grey's Anatomy) jako dr Jackson Avery
- 2013: Ulica Sezamkowa (Sesame Street) w roli samego siebie
- 2019: Power jako Kadeem
- 2020: Jednostka 19 jako dr Jackson Avery

### gry komputerowe
- 2018: Detroit: Become Human jako Markus (motion capture)

### Teledyski
| Rok  | Tytuł                           | Wykonawca   |
| ---- | ------------------------------- | ----------- |
| 2006 | „When Your Heart Stops Beating” | Plus 44     |
| 2008 | „Russian Roulette”              | Rihanna     |
| 2010 | „Fall in Love”                  | Estelle     |
| 2017 | „Tell Me You Love Me”           | Demi Lovato |
| 2017 | „Legacy”                        | Jay-Z       |